# دير النوافير
دير النوافير أو دير فاونتانز (بالإنجليزية: Fountains Abbey) هو دير أثري يقع ضمن حدائق ستادلي الملكية على مسافة ثلاثة أميال إلى الجنوب الغربي من ريبون، شمال يوركشاير في إنجلترا. تأسس الدير في عام 1132، وكان يعمل لأكثر من 400 سنة حتى عام 1539، عندما أمر هنري الثامن بإغلاقه. وهو واحد من أكبر وأفضل الأديرة المحافظ عليها في إنجلترا. تم إدراج الدير مع أطلال النوافير على لائحة التراث العالمي عام 1986.

## الحديقة
تم إحاطة آثار دير فاونتانز السسترسي وقصر فاونتنز هول في يوركشاير بمنظر ذو قيمة استثنائية بفضل هندسة الحدائق والقناة التي تعود إلى القرن الثامن عشر، بالإضافة عن قصر ستادلي رويال الذي شيد حسب الطراز القوطي الجديد.

## جاليري

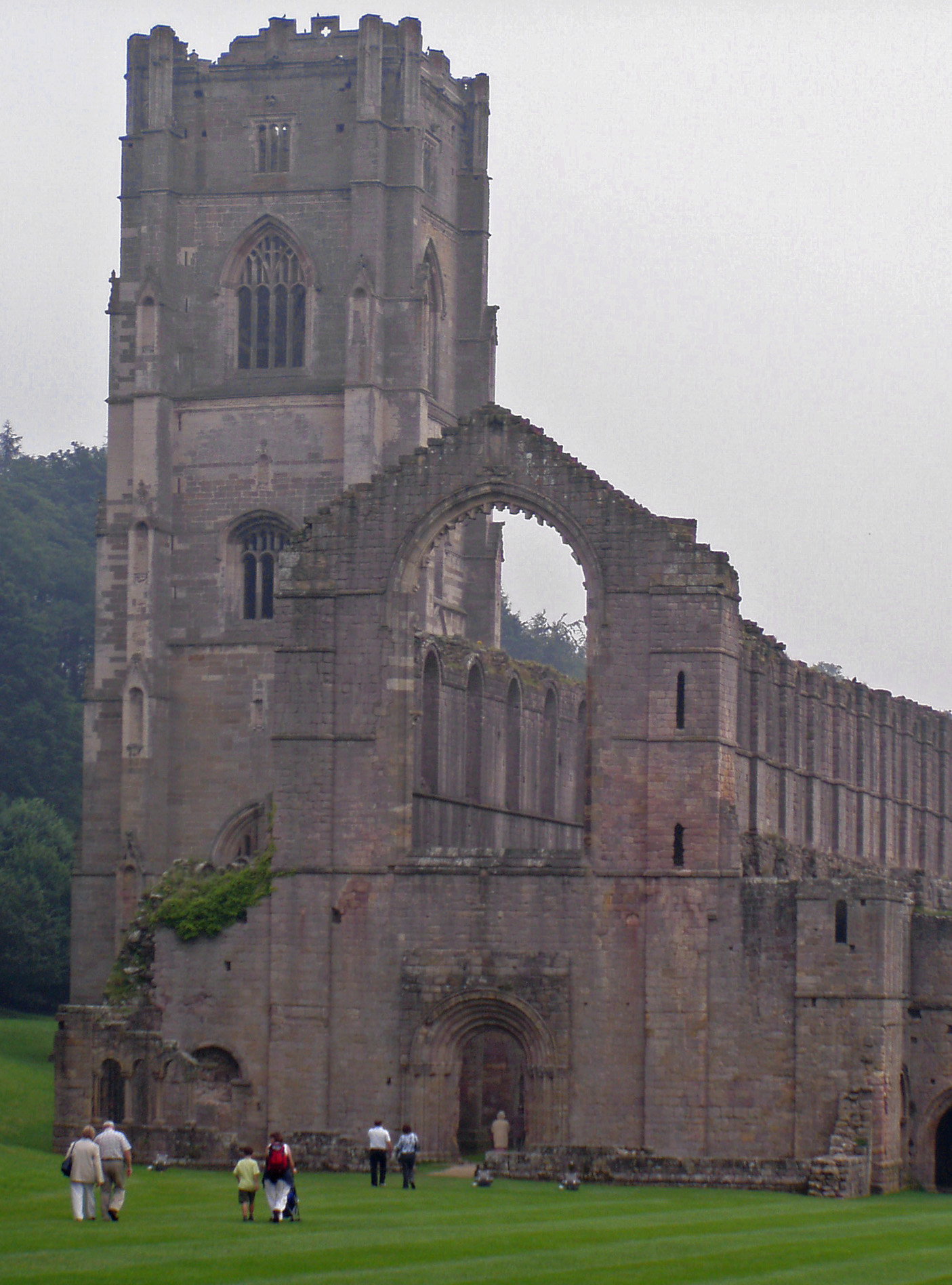
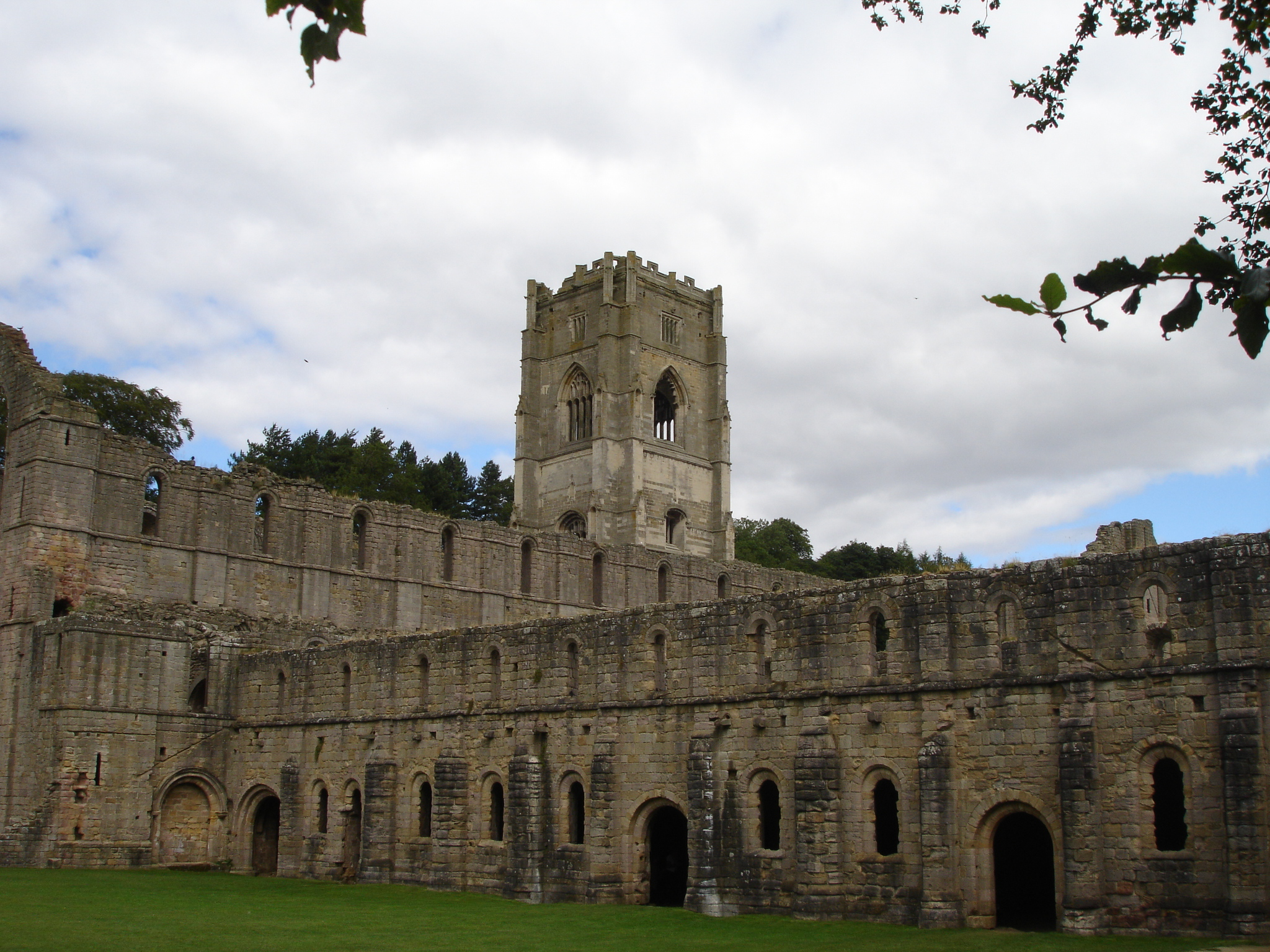
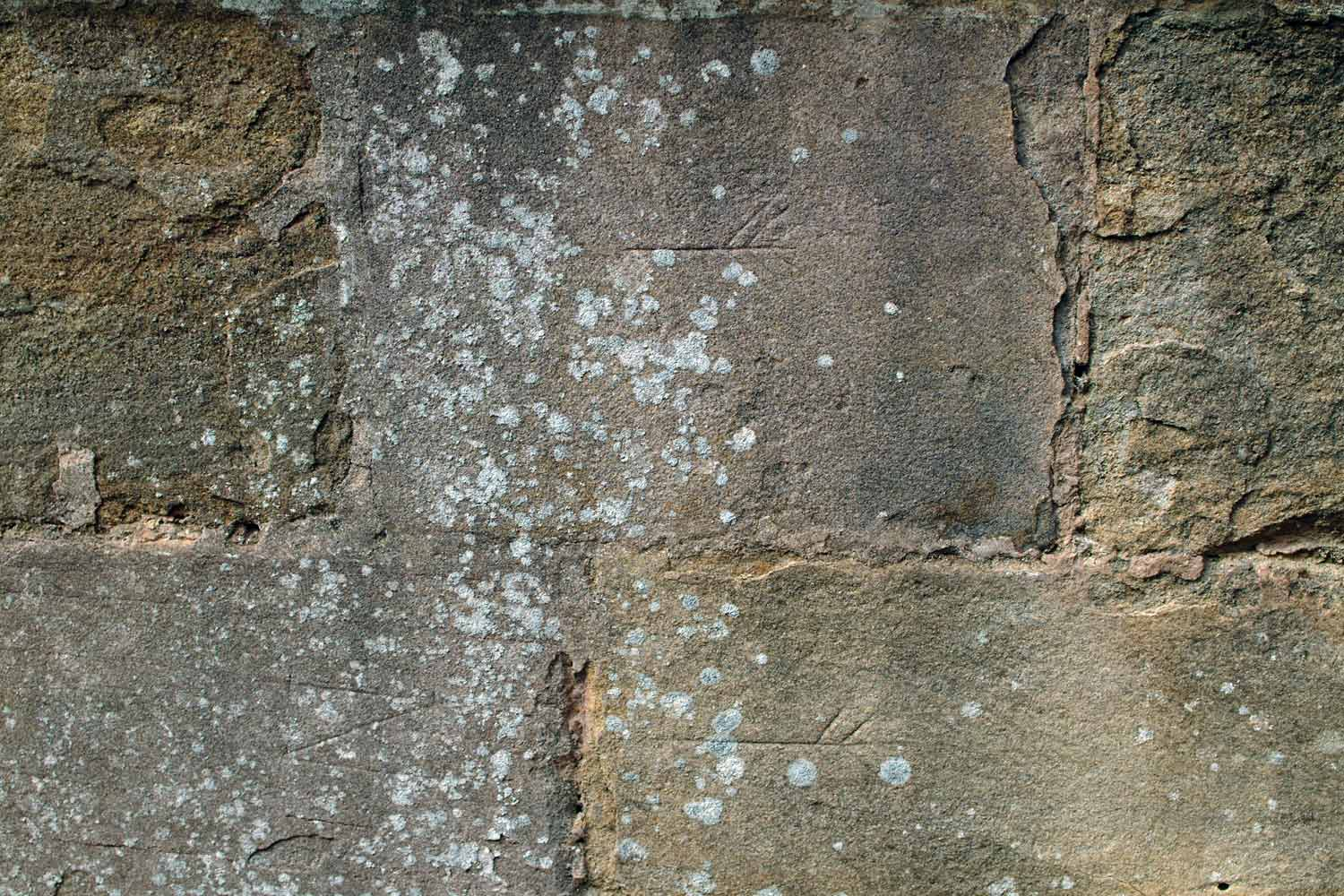
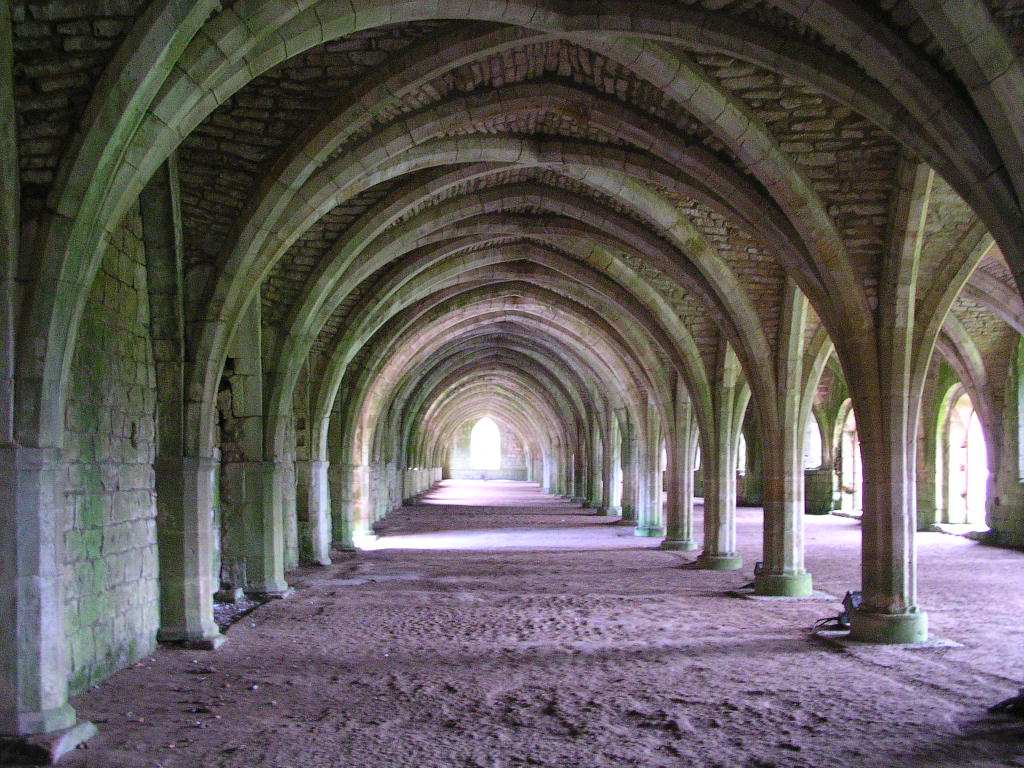

## انظر أيضا

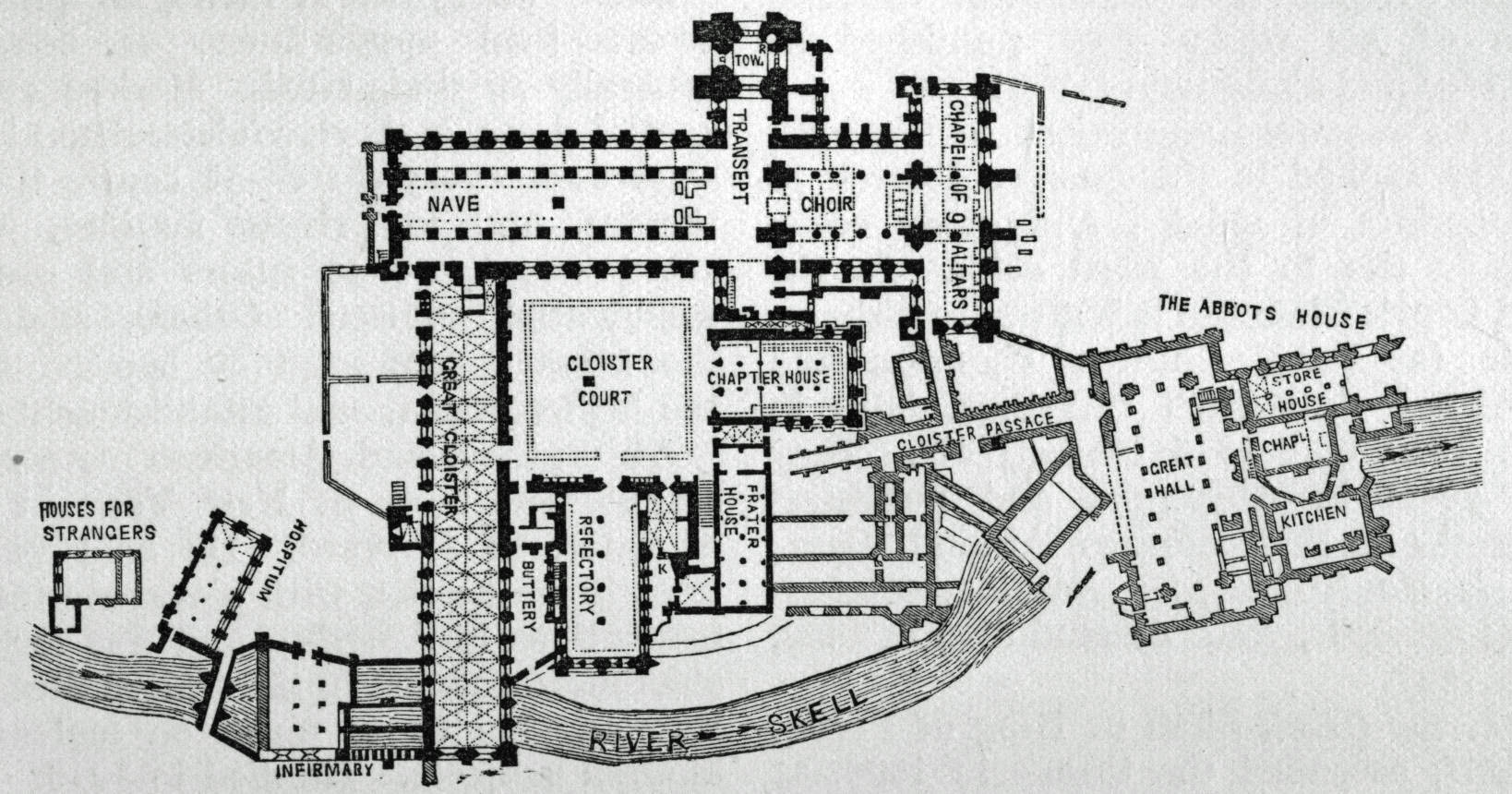
مخطط أرضي للنافورة.

## وصلات خارجية
- دير نوافير
- دليل حدائق ستادلي الملكية ودير النوافير